# Elophila orientalis
Elophila orientalis is een vlinder uit de familie van de grasmotten (Crambidae), uit de onderfamilie van de Acentropinae. De wetenschappelijke naam van deze soort is voor het eerst gepubliceerd in 1933 door Nikolai Nikolaievitsj Filipjev.

## Verspreiding
De soort komt voor in China, Rusland en Japan.

## Waardplanten
De rups leeft op soorten van het geslacht Potamogeton.